# Luis de Souza Ferreira
Luis Emilio de Souza Ferreira Huby, född 6 oktober 1908, död 29 september 2008, var en peruansk fotbollsspelare.

## Klubbkarriär
Souza Ferreira spelade hela sin karriär för Universitario de Deportes. Klubben spelade sina första säsonger i den högsta peruanska ligan, Primera División, under hans tid i klubben och han var med om att ta klubben till sin första seger i ligan 1929. Han blev peruansk mästare ytterligare en gång 1934 innan han avslutade karriären.

## Landslagskarriär
Souza Ferreira debuterade för det peruanska landslaget 1929. Han blev året därpå uttagen till Perus VM-trupp till det första världsmästerskapet i fotboll 1930 i Uruguay. Han spelade i båda Perus gruppspelsmatcher mot Rumänien och hemmanationen Uruguay. Han gjorde Perus kvittering till 1-1 i matchen mot Rumänien, en match som Rumänien till slut vann med 3-1. Det målet gjorde Souza Ferreira till den förste målskytten någonsin för Peru i VM.